# NGC 1294
NGC 1294 est une galaxie lenticulaire située dans la constellation de Persée. Elle a été découverte par l'astronome germano-britannique William Herschel en 1786.

## Caractéristiques
Sa vitesse par rapport au fond diffus cosmologique est de 6 427 ± 54 km/s, ce qui correspond à une distance de Hubble de 94,8 ± 6,7 Mpc (∼309 millions d'al).

## Amas de Persée
NGC 1294 est une galaxie de l'amas de Persée.